# Erste Bank
Erste Group Bank AG (Erste Bank) è un gruppo bancario austriaco tra i maggiori fornitori di servizi finanziari nell'Europa centrale e orientale con oltre 2.700 filiali in nove paesi. Fondato nel 1819 è l'entità centrale dello Sparkassengruppe Österreich, o gruppo delle casse di risparmio austriache. È stato designato come istituto significativo dall'entrata in vigore della vigilanza bancaria europea alla fine del 2014 e, di conseguenza, è direttamente vigilata dalla Banca centrale europea.  I suoi tre mercati principali sono Austria, Repubblica Ceca e Romania.
È quotato nelle Borse di Vienna, Praga e Bucarest e incluso negli indici CEETX, ATX e PX.

## Storia
Il Gruppo Erste è stato fondato nel 1819 come Erste österreichische Spar-Casse, a Leopoldstadt, un sobborgo di Vienna.  Dopo la fine del comunismo, la società iniziò una forte espansione nell'Europa centrale e orientale e nel 2008 aveva acquisito 10 banche.  Nel 1997, quando la Erste Bank è stata costituita dalla fusione di GiroCredit Bank AG, Die Erste österreichische Spar-Casse AG (e alcuni istituti più piccoli).  è diventata una public company. Dopo la ristrutturazione e la quotazione in Borsa, fu avviata una strategia di espansione. La prima acquisizione è stata nel 1997 la Mezőbank ungherese (che è stata privatizzata da GiroCredit). 
Dopo aver effettuato un altro aumento di capitale, l'espansione è continuata. Nel 2000 sono state acquisite quote di maggioranza nella ceca Česká spořitelna e nella slovacca Slovenská sporiteľňa. Sempre nel 2000, tre piccole banche croate si sono fuse per creare la Erste & Steiermärkische Bank dd, in seguito alla loro acquisizione nel 1997 da parte della Erste Bank e della Steiermärkische Bank und Sparkassen AG.
Nel 2003 la Riječka banka si è fusa con la Erste & Steiermärkische Bank Da allora la partecipazione della Erste in queste filiali ammonta al 55,1%. L'acquisizione del 61,88% della Banca Comercială Română SA (BCR), la più grande banca rumena con 2,8 milioni di clienti e 12.000 dipendenti, per 3,751 miliardi di euro nel 2005, ha rappresentato il più grande investimento diretto estero mai effettuato da un'impresa austriaca. Il numero dei dipendenti alla fine del 2008 era di 9.985.
Nel luglio 2005 la Erste Bank ha firmato il contratto di compravendita per l'acquisizione dell'83,28% delle azioni della Novosadska banka ad, Novi Sad, dalla Repubblica di Serbia. Nel 2007, Erste ha acquisito il 100% di Bank Prestige in Ucraina. Sette anni più tardi, nell'aprile 2013, Erste Group ha venduto la sua filiale ucraina ai proprietari della Fidobank ucraina per circa 63 milioni di euro. La vendita era in linea con la strategia di Erste Group di concentrarsi sul business al dettaglio nella parte orientale dell'Unione Europea. Negli ultimi anni l'Ucraina si è allontanata politicamente sempre più dall'UE e quindi non rientra più nella strategia del gruppo bancario.

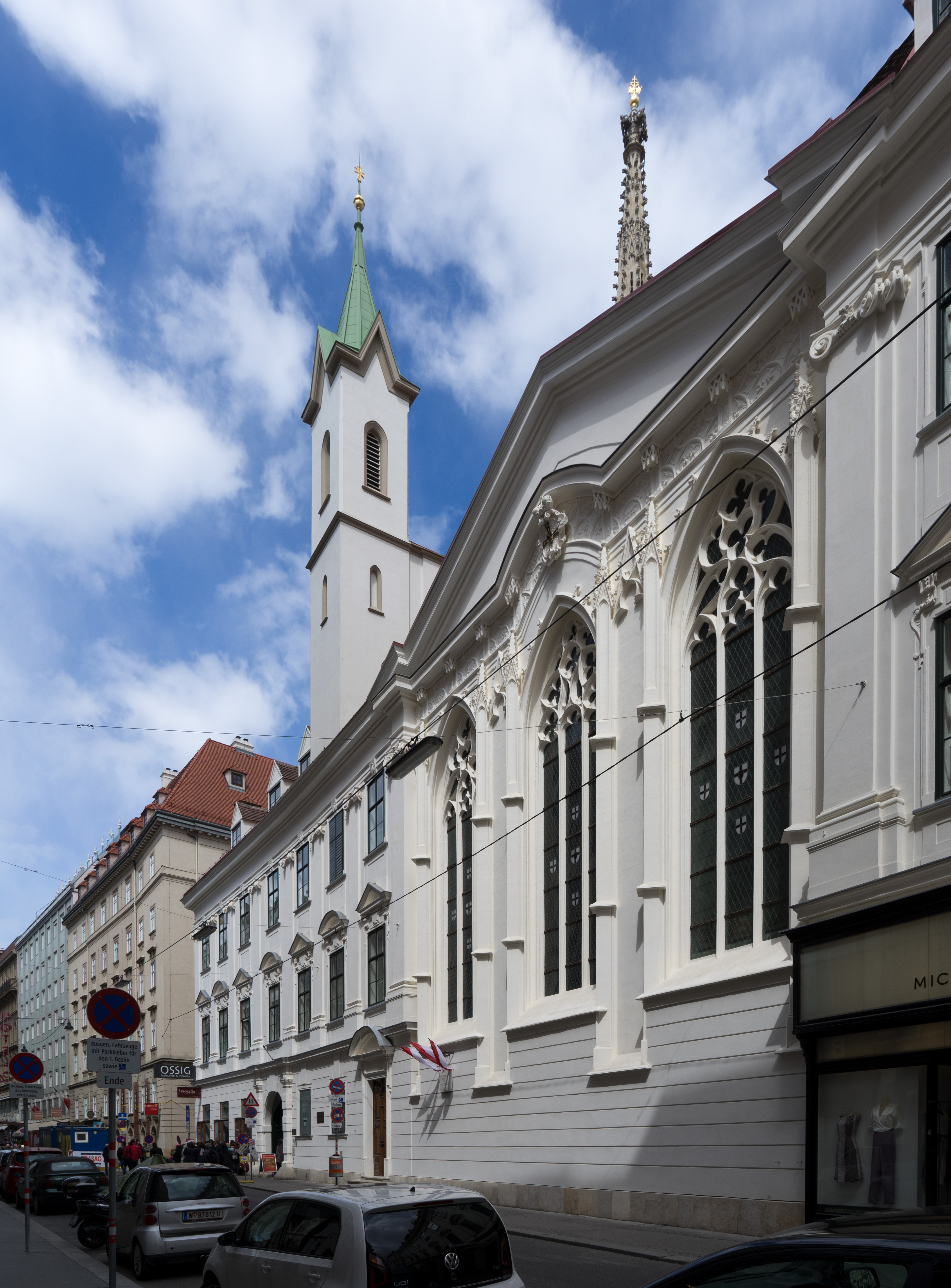
Casa dell'Ordine Teutonico a Vienna, sede della Erste österreichische Spar-Casse dal 1821 al 1839

Il 9 agosto 2008 l'ex Erste Bank Oesterreich è stata divisa nella società holding Erste Group Bank AG e nella controllata Erste Bank der österreichischen Sparkassen AG;  le filiali estere sono state rilevate dalla nuova holding, il neo fondato Gruppo Erste. 
Il 18 luglio 2013 Erste Group ha completato con successo un aumento di capitale per un importo di 660,6 milioni di euro. Le azioni del Gruppo Erste sono quotate alle Borse di Vienna, Praga e Bucarest. La Erste Group Bank AG è la componente maggiormente ponderata dell'indice azionario "ATX", che replica le azioni blue-chip negoziate alla Borsa di Vienna. (25 giugno 2018)

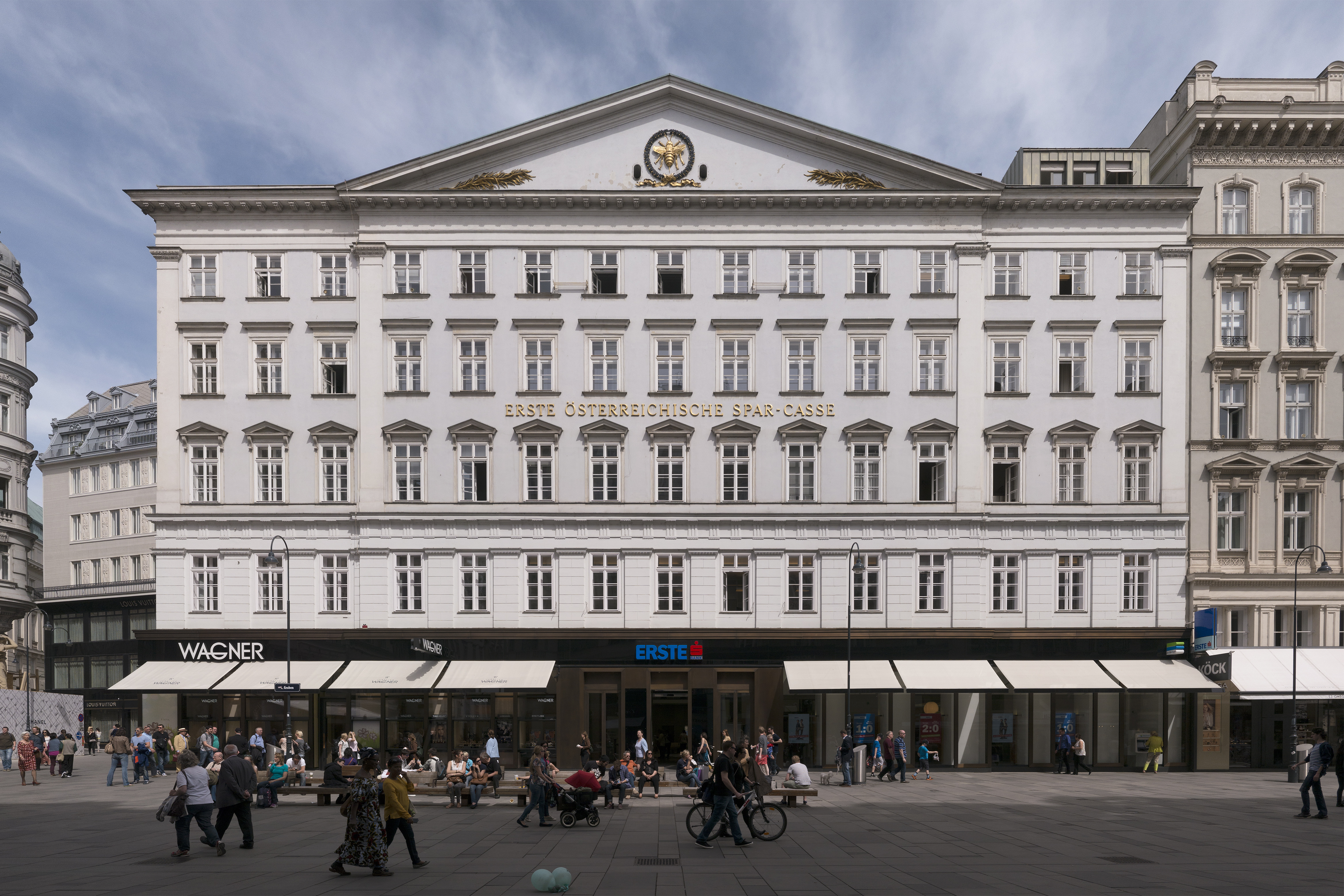
Edificio al Graben n.21 a Vienna, eretto per la Erste Spar-casse nel 1835-1838 su progetto di Alois Pichl e sede della Erste Bank fino al trasferimento nel suo nuovo Erste Campus nel 2015.

Nella primavera del 2016, 4.500 dipendenti di Erste Group, di Erste Bank Oesterreich e delle loro filiali a Vienna si sono trasferiti nella nuova sede "Erste Campus". La prima pietra è stata posata il 26 giugno 2012. La sede si trova sull'area dell'ex Südbahnhof ed è il primo complesso edilizio del "Quartier Belvedere" ad essere completato. Una volta terminato, il nuovo quartiere è formato da un mix di edifici aziendali, appartamenti, parchi, spazi culturali, negozi e ristoranti.
Nel 2017 Erste Group ha ricevuto da Euromoney il premio "Migliore banca dell'Europa centrale e orientale". Nello stesso anno, la pubblicazione ha anche nominato le banche affiliate del Gruppo Erste in Austria, Repubblica Ceca e Montenegro "Miglior banca" nei rispettivi mercati, mentre ha premiato la filiale del Gruppo Banca Comerciala Romana (BCR) in Romania come "Miglior trasformazione bancaria nell'area centrale e orientale dell'Europa".
Nella classifica delle società per azioni più grandi del mondo stilata dalla rivista Forbes nel 2013, la Erste Group Bank si è classificata al 672º posto e al terzo posto tra le aziende austriache.

## Struttura
In Austria, Erste Bank ha circa 16.400 dipendenti e tre milioni di clienti. 
Oltre al mercato interno austriaco, il gruppo è presente anche nel Centro Est Europa nei seguenti paesi:
- Bosnia ed Erzegovina
- Croazia
- Repubblica Ceca
- Ungheria
- Romania: detiene il 69,2% della Banca Comercială Română (Commercial Bank), la più grande banca in Romania
- Serbia
- Slovacchia
- Ucraina

## Sponsorizzazioni
Dal 2007 la Banca Erste sponsorizza il Campionato Austriaco di hockey su ghiaccio che porta il suo nome (Erste Bank Eishockey Liga).